# Carles Canut i Bartra
Carles Canut i Bartra   (Gerri de la Sal, 23 de setembre de 1944 - Gerri de la Sal, 27 de setembre de 2018) va ser un actor català.
Començà la carrera artística el 1963 i des d'aleshores feu més de 100 estrenes i prop de 7.000 funcions. Fou sotsdirector del grup de teatre Rajatabla de l'Ateneu de Caracas, amb el qual recorregué 21 països, i cofundador de GOGO Teatre Experimental Independent, que funcionà entre 1963 i 1965. Feu teatre, cinema, televisió i doblatge. Aparegué en sèries de TV3 com Lo Cartanyà (2006), Plats bruts (1999) o Vostè jutja (1985), on interpretà el personatge "Rafeques", que li donà gran popularitat.
Fou membre titular de la Companyia del Teatre Romea i director adjunt de la Fundació Romea per a les Arts Escèniques fins que fou nomenat director, en substitució de Miquel Lumbierres. El 2008 obtingué el Premi Max al millor actor de repartiment per Plataforma, i feu el seu discurs d'agraïment íntegrament en català.
A la dècada de 1990, impulsà la plataforma independent Les Propostes del Pallars que, entre d'altres activitats que realitzà fou la convocatòria d'un cicle de debat sobre el futur del Pallars al segle XX amb polítics de l'actualitat del moment, com ara Joan Saura (ICV-EUiA), Josep Lluís Carod-Rovira (ERC), Alberto Fernández Díaz (PP), Pasqual Maragall (PSC), Artur Mas (CDC) o Josep Antoni Duran i Lleida (UDC).
Morí el 27 de setembre de 2018, als 74 anys, després de patir de malaltia de càncer.

## Trajectòria teatral
| - Telarañas, de Carlos Muñiz, direcció de Santiago Sans - La cantante calva, de Ionesco, direcció de Julio César Mármol - La hermosa gente, de William Saroyan, direcció de Santiago Sans - Terror y miseria en el III Reich, de Bertold Brecht, direcció de Josep Maria Servitje - El ensayo y el amor castigado, de Jean Anouilh, direcció de Santiago Sans - Nuestra ciudad, de Thorton Wilder, direcció de Santiago Sans - El detenido, de Luciano Castañón, direcció de Georgina Cisquella - La marquesa Rosalinda, de Valle-Inclán, direcció d'Alberto Miralles - J.B., d'Archibald MacLeish, direcció de Santiago Sans - El tintero, de Carlos Muñiz, direcció de Santiago Sans - Hughie, d'Eugène O'Neil, direcció de Santiago Sans - El portero, de Harold Pinter, direcció de Santiago Sans - Los acreedores, de Strindberg, direcció de Pere Pastor - Historias para ser contadas, d'Osvaldo Dragún, direcció d'Hermann Bonnín - El matrimonio del Sr. Mississippi, de Dürrenmatt, direcció de Santiago Sans - El mono velludo, d'Eugène O'Neil, direcció de Santiago Sans - Woyzeek, de Georg Büchner, direcció de Lluís Cabrera - Asalto nocturno, d'Alfonso Sastre, direcció de Mario Gas - Los cuernos de Don Friolera, de Valle-Inclán, direcció de Gustavo A. Hernández - La buena persona de Sezuan, de Bertold Brecht, direcció de José Monleón - A Electra le sienta bien el luto, d'Eugène O'Neil, direcció de José Monleón - La p... respetuosa, de Jean Paul Sartre, direcció d'Adolfo Marsillach - Amics i coneguts, contes i poemes catalans, direcció de José Monleón - Después de la caída, d'Arthur Miller, direcció d'Adolfo Marsillach - Águila de Blasón, Valle-Inclán, direcció d'Adolfo Marsillach - Tiempo del 98, de J.A. Castro, direcció d'A. Malonda - César y Cleopatra, de Bernard Shaw, direcció d'Adolfo Marsillach - Bris College K, direcció de Daniel Bohr - El deseo cogido por la cola, de Pablo Picasso, direcció de Daniel Bohr - Cara de plata, de Valle-Inclán, direcció de Josep M. Loperena - La casa de las chivas, de Jaime Salom, direcció de Josep M. Loperena - El castigo sin venganza, de Lope de Vega, direcció de Josep M. Loperena - La estrella de Sevilla, de Lope de Vega, direcció de González Vergel - Fuenteovejuna, de Lope de Vega, direcció de Guerrero Zamora - El testamento del perro, de J.I. Cabrujas, direcció d'Álvaro de Rossón - Pobre negro, d'Uslar Pietri, direcció de Román Chalbaud - El círculo, d'Edilio Peña, direcció d'Álvaro de Rossón - La caída de la casa de Usher, d'Edgar Allan Poe, direcció de Román Chalbaud - Un hombre es un hombre, de Bertold Bucher, direcció d'Álvaro Rossón - Romeo y Julieta, de Shakespeare, direcció d'Álvaro de Rossón - Luve-Amur, de Shisgall-Santana, direcció d'Álvaro de Rossón - Boves el Urogallo, d'Herrera Luque, direcció de Román Chalbaud - La empresa perdona un momento de locura, de Santana, direcció d'Álvaro Rossón - La muerte de Alfredo Gris, de Santana, direcció de Carles Canut - Divinas palabras, de Valle-Inclán, direcció de Carlos Giménez - El Sr. Presidente, d'Asturias, direcció de Carlos Giménez - El candidato, de Buenaventura-Herrera, direcció de Carlos Giménez - El día que dejó de llover, de Buenaventura-Herrera, direcció de Carlos Giménez - Trago largo, de Larry Herrera, direcció de Carlos Giménez - La muerte de García Lorca, de J.A. Rial, direcció de Carlos Giménez - Martí, la palabra, d'Ethel Dahbar, direcció de Carlos Giménez - Bolívar, de J.A. Rial, direcció de Carlos Giménez - Bodas de sangre, de García Lorca, direcció de Carlos Giménez - Petra regalada, d'Antonio Gala, direcció de Manuel Collado - El alcalde de Zalamea, de Calderón, direcció de F. Fernán Gómez | - La tempestad, de Shakespeare, direcció de Jorge Lavelli - L'òpera dels tres rals, de Brecht, direcció de Mario Gas - Ciudadano Ruiz, de Pedro Ruiz, direcció de Pedro Ruiz - Emigrats, de Slawomir Mrozek, direcció de Josep Torrens - Fedra, de Racine, direcció d'Esteve Polls - La mort, de Woody Allen, direcció d'Enric Flores - No et vesteixis per sopar, de Marc Camoletti, direcció de Ricard Reguant - Pel davant i pel darrera, de Michael Frayn, direcció de Mario Gas - Catalans salvatges, direcció de Carles Canut - Sopar a quatre mans, de Paul Bähr, direcció de J.A. Ortega - Ai, doctor, quina neurosis, de Joe Orton, direcció de Mario Gas - Vador, de Josep Maria Muñoz Pujol, direcció de Joan Ollé - Trampa para pájaros, d'Alonso de Santos, direcció de Gerardo Malla - Diàleg en re major, de Javier Torneo, direcció d'Ariel García Valdés - Las mujeres sabias, de Moliere, direcció de R. Novell - Una lluna per a un bord, d'O'Neil, direcció de G. Malla - Marina, de I. García Barba, direcció de Calitxo Bieito - El rei Joan, de Shakespeare, direcció de Calitxo Bieito - Galielo Galilei, de Bertold Brecht, direcció de Calitxo Bieito - El florido pensil, de Guillem J. Graells, direcció de Fernando Bernués - La verbema de la paloma, de Tomás Bretón, direcció de Calitxo Bieito - Company, de Stephen Sondheim, direcció de Calitxo Bieito - La tempestad, de Shakespeare, direcció de Calitxo Bieito - Un sopar amb els clàssics, textos catalans, direcció de J.A. Rechi - Woyzeck, de Georg Büchner, direcció d'Àlex Rigola - Terra Baixa, d'Àngel Guimerà, direcció de F. Madico - Macbeth, de Shakespeare, direcció de Calitxo Bieito - Tots eren fills meus, d'Arthur Miller, direcció de F. Madico - Orfeu als inferns, d'Offenbach, direcció de J.A. Rechi - Mestres antics, de Thomas Bernhard, direcció de Xavier Albertí - El rei Lear, de Shakespeare, direcció Calitxo Bieito - La ópera de cuatro cuartos, de Brecht, direcció de Calitxo Bieito - El botxí, de L. Balada, direcció de G. Tambascio - Salms del Rei David, Orquesta sinfónica Julià Carbonell - La vida por delante, de R. Gari, direcció de Josep Maria Pou - Plataforma, de M. Houellebecq, direcció de Calitxo Bieito - Feste-Celebració, de Thomas Vinterberg, direcció de Josep Galindo - Peer Gynt, de Henrik Ibsen, direcció de Calitxo Bieito - Tirant lo Blanc, de Joanot Martorell, direcció de Calitxo Bieito - Mama medea, de Tom Lanoye, direcció de Magda Puyo - Truca un inspector, de J.B. Priestley, direcció de Josep Maria Pou - Los troyanos, d'Eurípides, direcció de Mario Gas - Burundanga, de Jordi Galceran, direcció de Jordi Casanovas - Crimen perfecto, de Frederick Knott, direcció de Carles Canut - Geografia d'Espriu, de Salvador Espriu, direcció de Lluí Cabrera - Sí, primer ministre, direcció d'Abel Folk - 1984, de Georges Orwell, direcció de Victor Álvaro - Tortugas, de Claudia Cedó, direcció de Claudia Cedó - L'hort de les oliveres, de Narcís Comadira, direcció de Xavier Albertí - Sócrates, de Mario Gas, direcció de Mario Gas - Les bruixes de Salem, d'Arthur Miller, direcció d'Andrés Lima - LaTaverna dels Bufons, de Martí Torras Mayneris i Denise Duncan, direcció de Martí Torras Mayneris - Adossats, de Ramon Madaula, direcció de Jordi Casanovas |

## Trajectòria a la Fundació Romea per a les arts escèniques

### Lectures dramatitzades com a actor
- My Zinc Bed, de David Hare, direcció de Mingo Ràfols
- Poetas dramaturgos, d'Anna Güell, direcció d'Anna Güell
- El cafè de Goldoni, de Carlo Goldini, direcció de Joan Ollé
- El teatre burlesc català del s. XVIII, de Serafí Pitarra, direcció de Xavier Albertí
- Feliç centenari, Mr. Welles!, d'Esteve Riambau, direcció d'Esteve Riambau

## Trajectòria cinematogràfica
- L'aire d'un crim (1988) d'Antonio Isasi Isasmendi
- Don Jaume el conquistador (1994) d'Antoni Verdaguer